# Shrezzers
Shrezzers (ранее Shredding Brazzers) — российская прогрессив-метал группа, образованная в Санкт-Петербурге в 2016 году.
Shrezzers выделяется в рамках своего жанра благодаря использованию саксофона почти в каждой песне.

## История

### Формирование,Relationshipsи уход Аррага (2016—2019)
Группа Shrezzers была образована под названием Shredding Brazzers барабанщиком/вокалистом Марком Мироновым (ex-Betraying the Martyrs, ex-My Autumn, Ауткаст, Defying Decay, Deadkedы), гитаристами Вячеславом «ChocoSlayc» Кавленасом (ex-Wildways, ex-Fail Emotions, ex-Apostate CZ, Change of Loyalty) и Виталием Молокановым (Change of Loyalty), саксофонистом Артёмом Субичевым и марокканским вокалистом Иссамом «Sam» Аррагом (ex-Apart and Divided) в 2016 году. Название группы отсылало к технике гитарного шреддинга, использовало наименование порнографического веб-сайта Brazzers вместе со стилизацией букв «ZZ» жёлтым цветом, и было изменено в 2017 для избежания проблем с авторскими правами.
Группа была отмечена сразу после выпуска дебютного сингла Mystery 7 июля 2016 года (на котором гостевое участие принял гитарист Дмитрий Демьяненко из Shokran) благодаря провокационному названию и клипу, а также нетипичному для жанра соло на саксофоне.
12 ноября 2018 года Shrezzers выпустили кавер на трек XXXTentacion SAD! в качестве внеальбомного сингла.
4 января 2019 года вышел дебютный альбом Relationships, включавший большое количество известных в рамках жанра метал приглашенных артистов, таких как Ронни Канизаро (вокалист Born of Osiris), гитарист и YouTube-блоггер-миллионник Джаред Дайнс, гитарист Аарон Маршалл (Intervals), Аарон Мэттс (вокалист ten56., ex-Betraying the Martyrs), гитарист Дмитрий Демьяненко (Shokran), вокалист Анатолий «TWild» Борисов (Wildways), гитарист Сергей Головин и другие. Relationships занял #12 место в чарте рок-альбомов iTunes Russia. Альбом был издан ограниченным тиражом на CD собственными силами группы в России, а в 2020 году продавался через Tower Records в Японии.
24 апреля 2019 года была выпущена инструментальная версия альбома Relationships под названием Relationshits.
25 и 26 мая 2019 года Shrezzers сыграли в качестве поддержки на концертах Eskimo Callboy в Москве и Санкт-Петербурге. 29 сентября 2019 года группа отыграла на фестивале Euroblast в Кёльне.
В сентябре-октябре 2019 года Shrezzers отыграли европейский тур в качестве поддержки Betraying the Martyrs.
В ноябре 2019 года Shrezzers отыграли хэдлайн-тур в Японии, где в качестве поддержки выступали местные группы Paledusk, Victim of Deception, Ailiph Doepa, Lenz и The Local Pints. После тура было объявлено, что Сэм Арраг больше не является участником Shrezzers.

### SEX & SAXи период Диего Силва (2020-2025)
27 января 2020 года Shrezzers выпустили внеальбомный сингл Noodles, последний с вокалистом Сэмом Аррагом. Вместе с синглом вышел клип, снятый во время японского тура группы в 2019 году.
В январе-феврале 2020 года группа в своих соцсетях провела онлайн-конкурс на лучший вокальный кавер песни Shrezzers с целью найти нового вокалиста.
В сентябре 2020 года перуанец Диего Силва Малага (As We Survive) дебютировал в качестве вокалиста Shrezzers на новом сингле и клипе Phoenix.
26 февраля 2021 года Shrezzers выпустили сингл Demure при участии вокалиста американской металкор-группы Veil of Maya Лукаса Магьяра. 19 ноября 2021 был выпущен сингл UVB-76 при участии Криса МакМэхона, вокалиста австралийской дэткор-группы Thy Art Is Murder.
В 2022 году Shrezzers выпустили акустическую версию песни Delight и новые синглы — Gambit при участии гитариста Адама Бентли из прогрессив фьюжн-группы Arch Echo, и Libertad при участии вокалиста Майкла Барра из прогрессив-метал группы Volumes.
Второй альбом Shrezzers, получивший название SEX & SAX, вышел 17 февраля 2023 года. Эксклюзивно на сервисе Яндекс Музыка вышла Deluxe-версия альбома с аудиокомментариями Вячеслава Кавленаса перед каждым треком 6 октября 2023 была выпущена инструментальаня версия альбома SEX & SAX под названием SAX & SHRED.. 23 марта 2025 года вышел клип на сингл UVB-76.
22 мая 2025 года в своих соцсетях Shrezzers объявили об уходе вокалиста Диего Силва.

### Возвращение Аррага и новый материал (с 2025)
24 июня 2025 года группа объявила о возвращении в состав оригинального вокалиста, Сэма Аррага. Новый сингл, "Restart", вышел 18 июля 2025 года, а уже 23 июля Shrezzers в расширенном составе отыграли вживую акустический концерт в питерском баре Поддон - это был первый концерт группы за 6 лет.

## Участники
Текущие участники
- Иссам «Sam» Арраг — вокал (2016—2019, 2025—настоящее время)
- Марк Миронов — барабаны, вокал (2016—настоящее время)
- Вячеслав «ChocoSlayc» Кавленас — гитара (2016—настоящее время)
- Виталий Молоканов — гитара (2016—настоящее время)
- Артем Субичев — саксофон (2016—настоящее время)

Бывшие участники
- Диего Силва Малага — вокал (2020—2025)

Концертные участники
- Наталья «Natly» Охочинская — бэк-вокал (2025)
- Дмитрий Родионов — бас-гитара (2025)
- Илья Зубов — клавишные (2025)

## Дискография
Студийные альбомы
- Relationships (2019)
- SEX & SAX (2023)

Инструментальные альбомы
- Relationshits (Instrumental) (2019)[30]
- SAX & SHRED (2023)

Синглы
- Mystery (feat. Dmitry Demyanenko) (2016)
- Vivacious (2016)
- Spotlight (2017)
- Delight (2017)
- E.M.O.J.I.Q.U.E.E.N. (feat. Jared Dines & TWild) (2017)[31]
- SAD! (XXXTentacion cover) (2018)
- Anaraak (feat. Ronnie Canizaro) (2019)
- Noodles (2020)
- Phoenix (2020)
- Demure (feat. Lukas Magyar) (2021)
- UVB-76 (feat. CJ McMahon) (2021)
- Delight (acoustic) (2022)
- Gambit (feat. Adam Bentley) (2022)[32]
- Libertad (feat. Michael Barr) (2022)
- Temperatura (2023)[33]
- SAD! (XXXTentacion cover) (перезапись с вокалом Диего Силва, 2023)
- Restart (2025)

## Видеоклипы
| Название                                             | Год  | Режиссёр(ы)                        |
| ---------------------------------------------------- | ---- | ---------------------------------- |
| «Mystery»                                            | 2016 | Алексей Мисюров                    |
| «Vivacious»                                          | 2016 | Вячеслав Кавленас, Алексей Мисюров |
| «Spotlight»                                          | 2017 | Алексей Мисюров                    |
| «Delight»                                            | 2017 | Владимир «ave.repin» Репин         |
| «E.M.O.J.I.Q.U.E.E.N. (feat. Jared Dines and TWild)» | 2017 | Владимир «ave.repin» Репин         |
| «SAD!»                                               | 2018 | Игорь «alonecreator» Храмков       |
| «Anaraak (feat. Ronnie Canizaro)»                    | 2019 | Александр «jilrock1» Иванов        |
| «Reminiscent (feat. Natly)»                          | 2019 | Александр «jilrock1» Иванов        |
| «Noodles»                                            | 2020 | Александр «jilrock1» Иванов        |
| «Phoenix»                                            | 2020 | Александр «jilrock1» Иванов        |
| «Delight (Acoustic)»                                 | 2022 |                                    |
| «UVB-76»                                             | 2025 | Владимир «ave.repin» Репин         |